# King County (Washington)
King County is een van de 39 county's in de Amerikaanse staat Washington. De county werd oorspronkelijk vernoemd naar voormalig vicepresident William King, maar in 1986 (pas in 2005 officieel) werd bepaald dat de naam moet verwijzen naar Martin Luther King. Opmerkelijk is dat William King de county nooit bezocht en Martin Luther King slechts één keer.
De county heeft een landoppervlakte van 5.506 km² en telt 1.737.034 inwoners door de volkstelling 2000 en 1.835.300 inwoners door schatting 2006. De hoofdplaats is Seattle.

## Bevolkingsontwikkeling

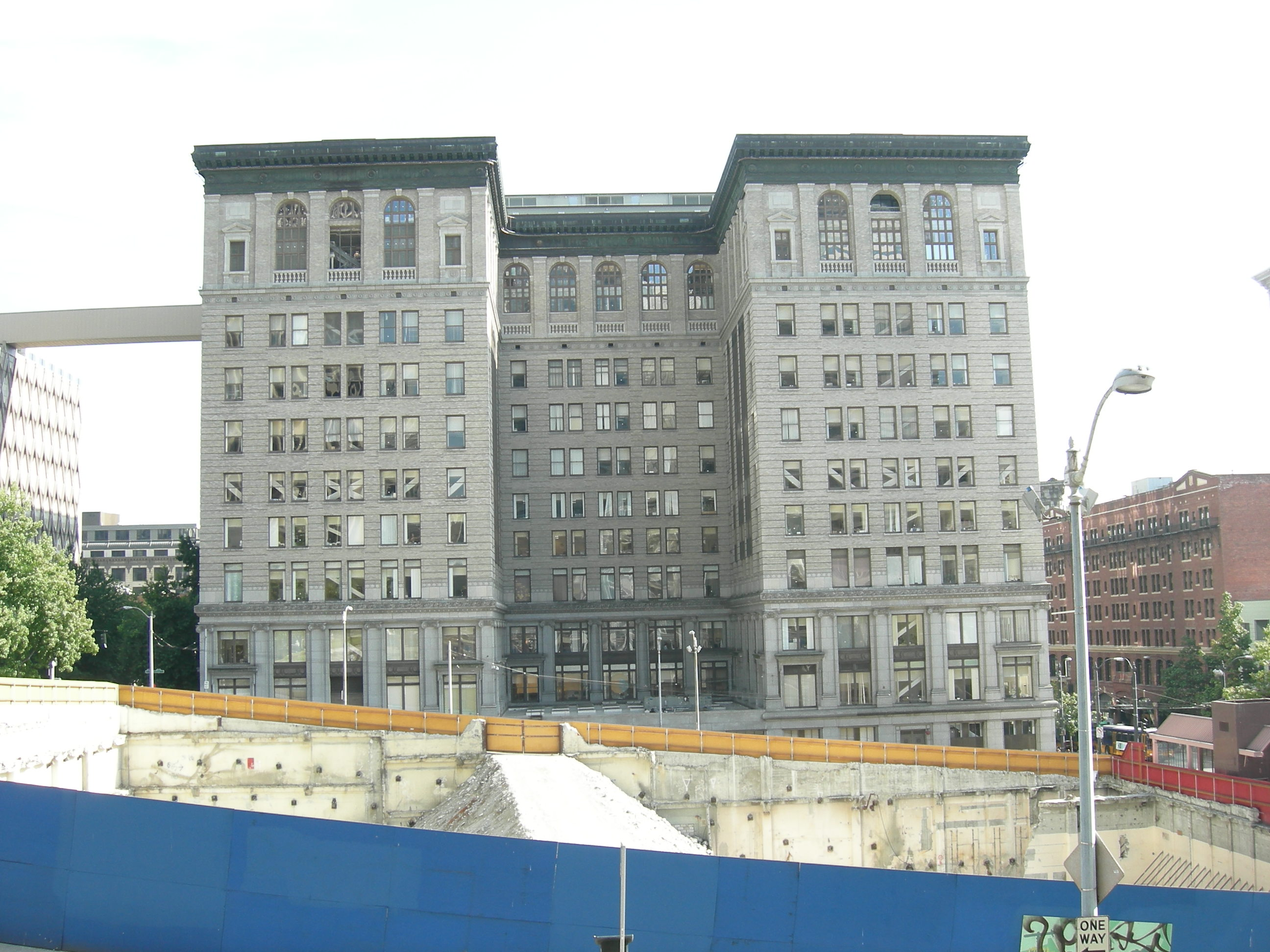
King County Courthouse

Adams · Asotin · Benton · Chelan · Clallam · Clark · Columbia · Cowlitz · Douglas · Ferry · Franklin · Garfield · Grant · Grays Harbor · Island · Jefferson · King · Kitsap · Kittitas · Klickitat · Lewis · Lincoln · Mason · Okanogan · Pacific · Pend Oreille · Pierce · San Juan · Skagit · Skamania · Snohomish · Spokane · Stevens · Thurston · Wahkiakum · Whatcom · Whitman · Yakima